# 愚园路历史文化风貌区
愚园路历史文化风貌区是中国上海市立法保护的历史文化风貌区之一，也是上海中心城区12个历史文化风貌区之一。

## 特色风貌
- 花园住宅——该区域是上海花园住宅集中分布区域之一。
- 新式里弄
- 教育建筑

## 建筑年代
大体上介于1919年（第一次世界大战结束后）到1941年（太平洋战争爆发）之间。

## 保护范围

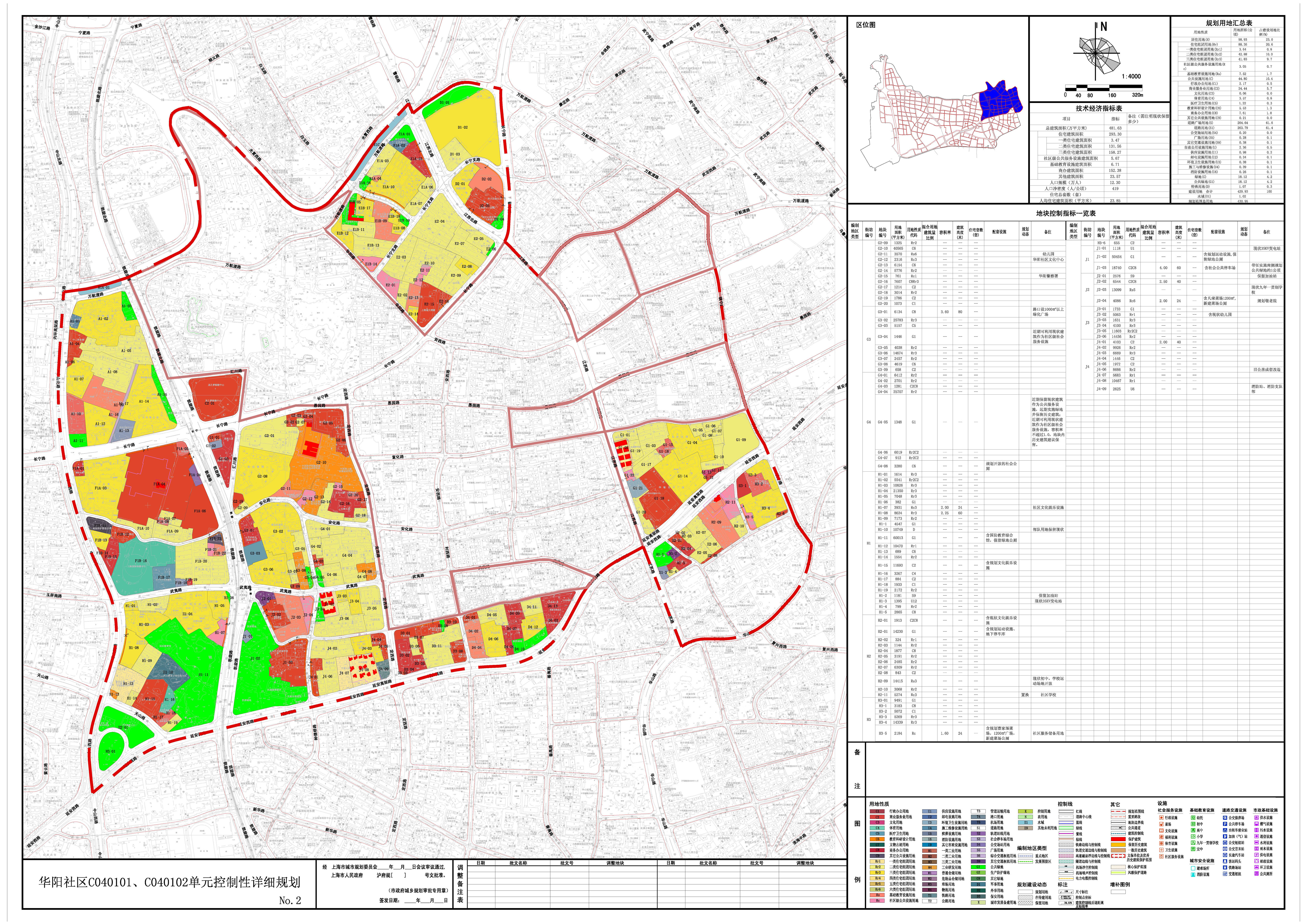
华阳社区C040101编制单元控制性详细规划中明确给出了愚园路历史文化风貌区的范围，以粉色线框定。

- 东界（北向南）：乌鲁木齐北路—永源路—镇宁路；
- 南界（东向西）：东诸安浜路-江苏路-昭化路；
- 西界（南向北）：定西路—长宁路—汇川路—凯旋路；
- 北界（西向东）：万航渡路—苏州河—华阳路—长宁路—江苏路—武定西路—万航渡路—镇宁路—规划路（即规划新闸路）。[2][3]

其范围属于昔日上海公共租界越界筑路区域。占地面积共223公顷。

## 景观道路
- 愚园路
- 武夷路

## 经典建筑
- 愚园路579弄——中实新村
- 愚园路218号——百乐门舞厅
- 愚园路361弄——愚谷村
- 乌鲁木齐北路25号——新恩堂
- 长宁路712弄——兆丰别墅
- 万航渡路1575号——圣约翰大学
- 江苏路155号——中西女中
- 愚园路395弄——涌泉坊
- 愚园路1396号——西园公寓
- 愚园路754号
- 武夷路127号
- 愚园路1236弄31号——王伯群、汪精卫住宅